# Andrés Celis
Andrés Celis – wenezuelski judoka. 
Srebrny i brązowy medalista igrzysk Ameryki Środkowej i Karaibów w 1970 roku.